# Monte San Giorgio
Monte San Giorgio är ett 1 096 meter högt trädklätt berg i södra delen av kantonen Ticino i Schweiz. Berget blev ett världsarv 2003 och dess förlängning in i Italien ingår i världsarvet sedan 2010.
På berget upptäcktes 245 till 230 miljoner år gamla fossil av havslevande djur som levde under trias. Området var vid denna tid en lagun som var skyddad bakom en klippa. Lämningarna är mycket varierande med fossil av havslevande kräldjur, fiskar, kräftdjur, musslor, ammoniter och tagghudingar. Även kvarlevor av några landbundna organismer som reptiler, insekter och växter hittades. Fynden grävs sedan 1850 fram av paleontologer från Schweiz och Italien. Skiktet med fossil som avlagrades under trias är mer än 600 meter tjock. Fram till början av 2000-talet upptäcktes fler än 20 000 fossil. De vetenskapliga namnen som gavs till de utdöda djursläktena (bland annat Ticinosuchus, Ceresiosaurus, Serpianosaurus, Besanosaurus och Meridensia) vittnar om fyndorterna vid berget.
För att visa några av de viktigaste fynden öppnades i oktober 2012 ett museum i orten Meride. I utställningen ingår bland annat en 2,5 meter lång rekonstruktion av dinosaurien Ticinosuchus.